# Максимов, Пётр Николаевич
Пётр Никола́евич Макси́мов (27 января 1903, Москва — 18 мая 1972, там же) — советский историк архитектуры, доктор архитектуры, профессор. Лауреат Государственной премии СССР.

## Биография
Преподавал в МАрхИ.
Исследовал памятники архитектуры и осуществлял реставрационные работы в Москве, Пскове, Новгороде. Основной круг научных интересов — древнерусское зодчество XI—XV веков, русская архитектура второй половины XIX века, древнерусская деревянная архитектура.
Труды Петра Максимова, опубликованные, в том числе, в многотомниках «История русского искусства» (1955—1959), «Всеобщая история архитектуры» (1966—1968), сборнике «Архитектурное наследство» (в 1952—1969) и других, оставили значительный след в истории архитектуры.
Умер в 1972 году. Похоронен на Ваганьковском кладбище (2 уч.).

## Награды и премии
- Государственная премия СССР (1972 — посмертно) — за участие в создании 12-томной «Истории архитектуры»;
- орден «Знак Почёта»;
- медали.

## Публикации
1. Пропорции в древнерусской архитектуре // Архитектура СССР. — 1940. — № 1.
2. Русское деревянное зодчество // Архитектура СССР. — 1940. — № 10.
3. Многоцветность в русской архитектуре // Архитектура СССР. — 1941. — № 3.
4. Русское деревянное зодчество. — М.: Изд-во Всес. акад. архит., 1942 (соавторы С. Я. Забелло, В. Н. Иванов).
5. The wooden achitecture of Northen Russia // The Architect and Building News. — L., 1943 (соавтор С. Я. Забелло).
6. Кирпичное убранство фасадов в древнерусской архитектуре // Сообщ. Кабинета истории и теории архит. Всес. акад. архит. — 1943. — Вып. 3.
7. Боровск. Никольское-Гагарино / Памятники зодчества, разрушенные немецкими захватчиками. — М., 1944. — Вып. 2 (соавтор Л. А. Давид).
8. Три памятника русской архитектуры, разрушенные фашистами // Архитектура СССР. — 1944. — № 4.
9. Собор Спасо-Андроникова монастыря в Москве / Архитектурные памятники Москвы XV—XVII века. Новые исследования. — М., 1947. — С. 8—32.
10. [arch-grafika.ru/news/2009-10-23-383 Архитектурные обмеры. Пособие по фиксации памятников архитектуры.] — М.: Изд-во Акад. архит. СССР, 1949 (соавтор С. А. Торопов).
11. Характеристика памятников московского зодчества XIV—XV вв. // Мат-лы и иссл по археологии СССР. — М., 1949. — № 12.
12. Архитектурные обмеры // Ежегодник архитектора. — М., 1949.
13. Псков. — М.: Госстройиздат, 1950 (соавтор В. А. Лавров).
14. Сокровища русской архитектуры. — М.: Госстройиздат, 1950 (соавторы В. Н. Иванов, С. А. Торопов).
15. Русское деревянное зодчество XVI в.; Русское деревянное зодчество XVII—XVIII вв.; Русская архитектура второй половины XIX — начала XX в.; Заключение / История русской архитектуры: Краткий курс. — М.: Госстройиздат, 1951.
16. Церковь Николы на Липне близ Новгорода // Архит. наследство. — М.: Госстройиздат, 1952. — Вып. 2.
17. Софийский собор в Киеве. Софийский собор в Новгороде. Спасский собор в Чернигове. Собор Елецкого монастыря и Пятницкая церковь в Чернигове // Рус. зодчество. — М.: Госстройиздат, 1953. — [Вып. 1].
18. Собор Спасо-Ефросиниева монастыря в Полоцке. Михаило-Архангельская церковь в Смоленске. Спасо-Нередицкая церковь близ Новгорода и собор Мирожского монастыря в Пскове. Собор в Переславле-Залесском и церковь в селе Кидекше. Успенский собор во Владимире. Церковь Покрова на Нерли и башня в Боголюбове. Дмитриевский собор во Владимире и собор в Юрьеве-Польском. Церкви Николы на Липне, Успения на Волотовом поле и Фёдора Стратилата в Новгороде. Церкви Василия на Горке и Успения с Параменья в Пскове. Соборы в Звенигороде, Троице-Сергиевой лавре и Андрониковом монастыре. Кремли в Туле и Коломне. Кириллово-Белозерский и Пафнутьев-Боровский монастыри. Трапезные палаты XVI в. Бесстолпные храмы XV—XVI вв. Стены Китай-Города в Москве // Рус. зодчество. — М.: Госстройиздат, 1953. — Вып. 2.
19. Троице-Сергиева лавра и Новодевичий монастырь в Москве // Рус. зодчество. — М.: Госстройиздат, 1953. — Вып. 3.
20. Каменное зодчество великокняжеской Москвы (соавтор Н. Н. Воронин). Деревянное зодчество XIII—XVI вв. (соавтор Н. Н. Воронин). Зодчество второй половины XV в. / История русского искусства. — М.: Изд-во АН СССР, 1955. — Т. 3.
21. Особенности деревянного зодчества до XVII века. Особенности деревянного зодчества XVII века. Деревянная архитектура первой половины и середины XVII века. Деревянная архитектура второй половины XVIII века. Архитектура второй половины XIX — начала XX веков. Заключение / История русской архитектуры. — 2-е изд. — М.: Госстройиздат, 1956.
22. Новые материалы по древним зданиям Соловецкого монастыря // Архит. наследство. — М.: Госстройиздат, 1958. — Вып. 10 (соавтор И. Я. Свирский).
23. Церковь Рождественского погоста на реке Пахре // Архит. наследство. — М.: Госстройиздат, 1958. — Вып. 10 (соавтор М. Г. Каверзнев).
24. Основные положения научной методики реставрации памятников архитектуры // Практика реставрационных работ. — М.: Госстройиздат, 1958. — Вып. 2.
25. Архитектура восточных славян. Архитектура Поднепровья и западнорусских земель / Всеобщая история архитектуры: Краткий курс. — М.: Госстройиздат, 1958. — Т. 1.
26. Рисунки и акварели Д. П. Сухова / Каталог выставки работ Д. П. Сухова. — М., 1959.
27. Зарубежные связи в архитектуре Новгорода и Пскова XI — начала XVI в. // Архит. наследство. — М.: Госстройиздат, 1960. — Вып. 12.
28. Цели и задачи реставрации памятников архитектуры (соавтор А. И. Целиков). Причины изменения и разрушения памятников архитектуры. Фиксация памятников архитектуры. Использование аналогий для обследования реставрации памятников архитектуры. Производство работ по восстановлению утраченных или искажённых частей и элементов памятников архитектуры / Методика реставрации памятников архитектуры. — М.: Госстройиздат, 1961.
29. Церковь Димитрия Солунского в Новгороде // Архит. наследство. — М.: Госстройиздат, 1962. — Вып. 14.
30. Русское деревянное зодчество середины XV—XVI вв. Русская архитектура первой трети XVIII в. Русская архитектура эпохи капитализма / Всеобщая история архитектуры: Краткий курс. — М.: Госстройиздат, 1963. — Т. 2.
31. О первоначальном виде собора в Киржаче / Древнерусское искусство XV — начала XVI в. — М.: Изд-во АН СССР, 1963.
32. Введение. Деревянные церкви. Софийский собор в Новгороде. Архитектура Новгородской земли XII — начала XIII в. Заключение / Всеобщая история архитектуры: В 12 т. — М.; Л.: Стройиздат, 1966. — Т. 3.
33. К вопросу об авторстве Благовещенского собора и Ризоположенской церкви в Московском Кремле // Архит наследство. — М.: Стройиздат, 1967. — Вып. 16.
34. Архитектура Чехии XV—XVI вв. / Всеобщая история архитектуры: В 12 т. — М.: Стройиздат, 1967. — Т. 5 (соавтор З. Вирт).
35. Введение. Архитектура Новгорода и Пскова XIV — начала XVI в. Архитектура Великого княжества Московского до середины XV в. Русская архитектура XVII в. Заключение / Всеобщая история архитектуры: В 12 т. — М.: Стройиздат, 1968. — Т. 6 (соавтор О. И. Брайцева).
36. Архитектура Греции XVII — первой половины XIX в. / Всеобщая история архитектуры: В 12 т. — М.: Стройиздат, 1969. — Т. 7.
37. Церковь села Чашникова Нарышкиных // Архит. наследство. — М.: Стройиздат, 1969. — Вып. 18 (соавтор С. А. Торопов).
38. РСФСР. Архитектура XIV—XVII в. / Искусство стран и народов мира. — М.: Сов. энциклопедия, 1971. — Т. 4.
39. Творческие методы древнерусских зодчих. — М.: Стройиздат, 1976.

- Труды учёного в библиотеке «РусАрх»